# Enrique de Melchor
Enrique Jiménez Ramírez, nom de scène Enrique de Melchor (Marchena, Séville, 15 juillet 1950 - Madrid, 3 janvier 2012), est un guitariste espagnol de flamenco.

## Discographie
- La guitarra flamenca de Enrique de Melchor (1977). Réédité postérieurement dvd+livre.
- Sugerencias (1983)
- Bajo la luna (1988)
- La noche y el día (1991)
- Cuchichí (1992)
- Herencia gitana (1996). cd+livre de partitions.
- Arco de las rosas (1999)
- Raíz flamenca (2005)

## Filmographie
- La Carmen (1975)
- Una pasión singular (2002)

## Prix
- Prix national de la Chaire de Flamencologie de Jerez.
- Castillete de Oro de La Unión.